# 부타리타리

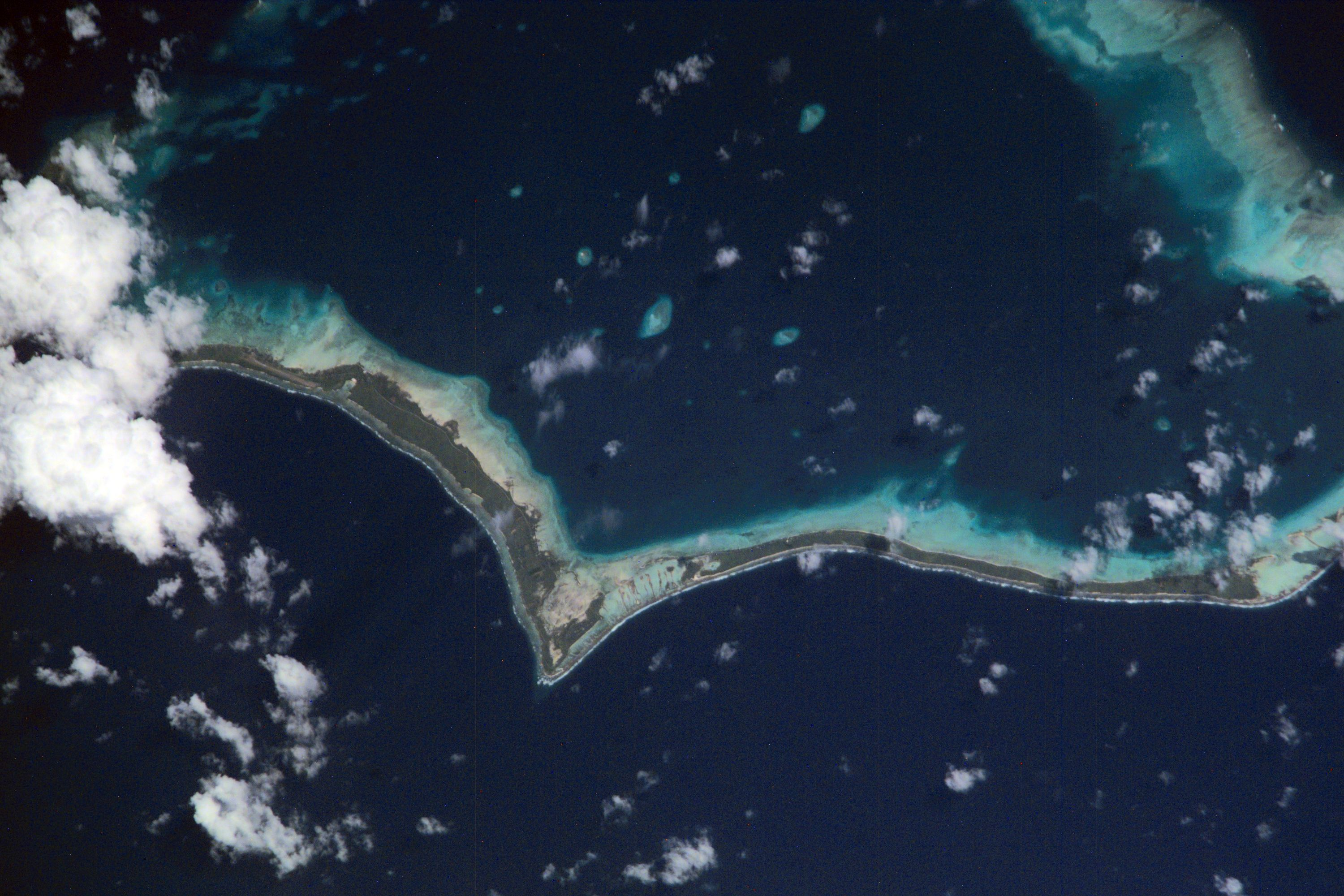
부타리타리

부타리타리(Butaritari)는 태평양 중서부에 위치한 키리바시의 환초로, 길버트 제도에 속한다.

## 인구
2010년 인구 조사 당시 부타리타리의 인구는 4,346명이었으며 열두 마을에서 거주한다:
| Kuuma         | 323명 |
| Ukiangang     | 707명 |
| Bikaati       | 225명 |
| Tikurere      | 8명   |
| Keuea         | 258명 |
| Tanimainiku   | 248명 |
| Tanimaiaki    | 267명 |
| Tabonuea      | 271명 |
| Antekana      | 217명 |
| Taubukinmeang | 835명 |
| Temanokunuea  | 621명 |
| Onomaru       | 366명 |

## 같이 보기
- USS 마킨 아일랜드